# دکیتر (ایندیانا)
دکیتر (به انگلیسی: Decatur, Indiana) یک شهر در ایالات متحده آمریکا با جمعیت ۹٬۴۰۵ نفر است که در ایندیانا واقع شده‌است.

## موقعیت جغرافیایی
موقعیت جغرافیایی شهرها و مناطق اطراف به شرح زیر است: